# 132 v.Chr.
132 v.Chr. is een jaartal volgens de christelijke jaartelling.

## Gebeurtenissen

### Italië
- Einde van de Eerste Slavenoorlog, de Syrische slavenleider Eunus van Apamea wordt op Sicilië door de Romeinen verslagen. De steden Enna en Tauromenion (huidige Taormina) worden herovert. Eunus houdt zich schuil in een grot, maar wordt gevangengenomen en afgevoerd naar Rome. Als strafmaatregel worden ± 20.000 slaven van de rotsen gegooid of gekruisigd.
- Aanleg van de Via Popilia van Ariminum naar Ad Portum vlak bij Altinum.

### Egypte
- In Alexandrië breekt een opstand uit, de inwoners zetten het koninklijke paleis in brand. Ptolemaeus VIII Euergetes vlucht met Cleopatra III en hun kinderen naar Cyprus.

## Geboren
- Mithridates VI van Pontus (~132 v.Chr. - ~63 v.Chr.), koning van Pontus

## Overleden
- Publius Cornelius Scipio Nasica Serapio (~183 v.Chr. - ~132 v.Chr.), Romeins consul en pontifex maximus (51)